# François Lachat

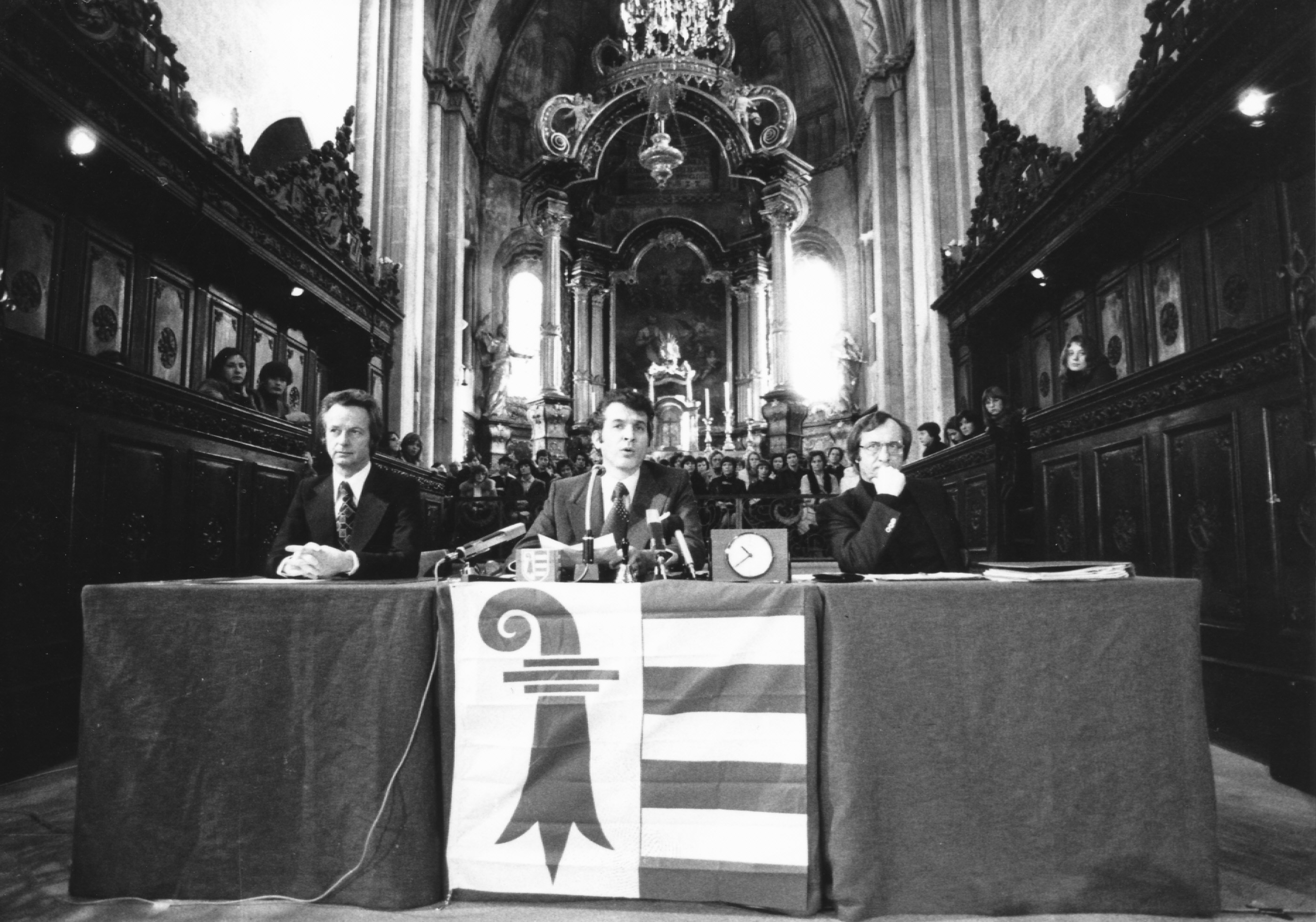
François Lachat (Bildmitte), am 3. Februar 1977, bei der Zeremonie der Annahme der Verfassung des Kantons Jura

François Lachat (* 2. August 1942 in Bonfol) ist ein Schweizer Politiker (CVP). Er war Abgeordneter des Grossen Rates des Kantons Bern, Präsident der verfassunggebenden Versammlung des Jura, Minister und Präsident der jurassischen Kantonsregierung, Abgeordneter des Nationalrats und Mitglied der parlamentarischen Versammlung des Europarates. Als Vizepräsident der separatistischen Bewegung Rassemblement jurassien, die sich für die Trennung des Jura von Bern einsetzte, gehörte er zu den prägenden Persönlichkeiten der Jurafrage.

## Biografie
Er ist das älteste von fünf Kindern des Arztes Joseph Lachat und von Marie-Thérèse Jobin sowie der Neffe des Politikers Marc Jobin, einem Gründungsmitglied des Rassemblement jurassien. Lachat erhielt seine höhere Schulbildung an den Kollegien in Porrentruy und Saint-Maurice. Anschliessend studierte er an den Universitäten Lausanne und Fribourg, wo er ein Lizenziat in Literatur und Recht erwarb. Lachat engagierte sich stark in der Studentenbewegung. Er war 1966/67 Präsident des Schweizerischen Studentenvereins, ebenso war er Mitbegründer und von 1966 bis 1968 Präsident des Mouvement universitaire jurassien. Als überzeugter Separatist gehörte er ab 1966 dem Vorstand des Rassemblement jurassien an und amtierte ab 1971 als Vizepräsident. Zusätzlich war er von 1972 bis 1978 Generalsekretär der Association pour la défense des intérêts du Jura.
Als Kandidat der CVP wurde Lachat im März 1970 in den Grossen Rat des Kantons Bern gewählt. In den Jahren 1975 und 1976 präsidierte er die Jurassische Deputation, die Interessenvertretung der Jurassier im Kantonsparlament. Im Rat setzte er sich für Themen wie die Einführung des Stimmrechtsalters 18, die schwierige Situation der Uhrensteinhersteller, das jurassische Strassennetz oder die Versorgung mit Erdgas ein. Ohne Erfolg kandidierte er bei den Nationalratswahlen 1975. Lachat trat aus dem bernischen Grossen Rat zurück, nachdem er im März 1976 in die verfassunggebende Versammlung des Jura gewählt worden war und einen Monat später oppositionslos dessen Vorsitz übernahm. Die jurassischen Stimmberechtigten nahmen am 20. März 1977 die neue Verfassung mit einem Ja-Anteil von 82,5 % an. Da die verfassungsgebende Versammlung nach der Abstimmung als «vorbereitendes Parlament» für die Einrichtung des neuen Kantons fungierte, behielt Lachat den Vorsitz bei. Im September 1978 war er zusammen mit Bundesrat Kurt Furgler und dem Berner Regierungsrat Ernst Jaberg einer der drei Unterzeichner des Güterteilungsabkommens zwischen dem Kanton Bern und dem künftigen Kanton Jura.
Am 19. November 1978 folgte Lachats Wahl in die Regierung des neuen Kantons, die am 1. Januar 1979 ihre Arbeit aufnahm. Als Minister stand er dem Departement für Zusammenarbeit, Finanzen und Polizei vor, das er ununterbrochen bis 1994 leitete. Dreimal gelang ihm die Wiederwahl jeweils im ersten Wahlgang. In den Jahren 1979, 1984, 1988 und 1993 amtierte er als Regierungspräsident. Anfang der 1990er Jahre führte er Massnahmen zur Sanierung der Kantonsfinanzen ein. Im Bereich der Zusammenarbeit engagierte er sich unter anderem in der Versammlung der Regionen Europas, die er 1985 mitbegründete, und in der Regionalkammer des Kongresses der Gemeinden und Regionen des Europarates.
Nach der erfolgreichen Teilnahme an den Nationalratswahlen 1995 trat Lachat die Nachfolge von Gabriel Theubet an. Während seiner gesamten Amtszeit im Nationalrat war er Mitglied der Aussenpolitischen Kommission; diese präsidierte er in den Jahren 1997 bis 1999. Ebenso war er von 1995 bis 1999 Mitglied der Begnadigungskommission. Anschliessend wurde er zum stellvertretenden Mitglied der Schweizer Delegation bei der Parlamentarischen Versammlung des Europarats gewählt, deren Vorsitz er von 1999 bis 2002 innehatte. Von 1998 bis 2003 gehörte er auch der Schweizer Delegation bei der Interparlamentarischen Union an. Lachat gehörte von 1982 bis 1992 dem Präsidium der CVP Schweiz an und war von 1997 bis 2004 deren Vizepräsident. Bei den Nationalratswahl 2003 schaffte er die Wiederwahl nicht, da sein Parteikollege Pierre Kohler mehr Stimmen erzielte und somit den einzigen Sitz der jurassischen CVP übernahm.
Lachat ist mit Christiane Travelletti verheiratet; sie ist die Tochter des Bankdirektors und CVP-Nationalrats Adolphe Travelletti aus dem Kanton Wallis.